# Wirów (województwo zachodniopomorskie)
Wirów (do 1945 r. niem. Wierow) – wieś w Polsce położona w województwie zachodniopomorskim, w powiecie gryfińskim, w gminie Gryfino. Wieś położona jest w środkowej części gminy około 5 km od Gryfina, przy drodze powiatowej nr 1362. W latach 1975–1998 miejscowość należała administracyjnie do województwa szczecińskiego. 
We wsi zachował się kościół pw. św. Anny zbudowany na przełomie XIX/XX wieku w stylu neoromańskim. Jest to kościół filialny parafii w Wełtyniu. W pobliżu znajdują się dwa jeziora: Jezioro Wełtyń i Jezioro Wirowskie.

## Historia
Pierwsza wzmianka pochodzi z roku 1345. Wieś należała do cystersów z Kołbacza. Po sekularyzacji w 1628 r. przeszła na własność domeny kołbackiej. Dane statystyczne z 1628 r. wymieniają istnienie w Wirowie gospodarstwa młynarza, który uposażony był jednym łanem, 5 gospodarstw chłopskich, 3 pasterskich i 2 pracowników folwarcznych, każde półłanowe oraz rzemieślnika, który nie posiadał ziemi. W 1700 r. wieś posiadała 3 zasiedlone gospodarstwa. Z końcem XVIII wieku, oprócz wolnego sołtysa, istniało 6 chłopskich gospodarstw i jedno chałupnicze. Ponadto w tym czasie we wsi znajdował się kościół i szkoła. Mapa z 1822 r. potwierdza istnienie młyna. W latach 60. XIX w. Wirów był wsią kościelną (kościół filialny parafii w Sobieradzu) z ziemią sołtysią, 6 gospodarstwami chłopskimi, młynem, szkołą i kuźnią. W Wirowie było 20 domów mieszkalnych, 4 rzemieślnicze i 41 budynków przeznaczenia poza mieszkalnego, głównie gospodarskich. Po II wojnie światowej wieś o typowo chłopskim charakterze.